# アンナバ県
アンナバ県（英語:Annaba、アラビア語: ولاية عنابة）は北東部に位置するアルジェリアの県である。同県の県都である、アルジェリア第4の都市のアンナバ市を有する。2004年時点での人口は3,608,700人である。また、アルジェリアにおける鉱物の主要な輸出港となっている。面積は1,410km2。

## 隣接する県
- エル・タルフ県
- ゲルマ県
- スキクダ県

## 下位行政区画
6の地区（ダイラ）と12の基礎自治体からなる。